# Cràtil
Cràtil (Cratylos, Krátilos, Κράτυλος) (segle v aC) fou un filòsof de qui es coneixen pocs detalls.
Del que se sap, fou el deixeble preferit d'Heràclit, i inicià Plató en la filosofia fins abans que aquest conegués Sòcrates. Precisament Plató mateix li dedica un diàleg amb el seu nom, Cratil, del seu període intermedi com a filòsof, que tracta sobre la teoria del llenguatge.
Les teories de Cràtil representen un heracliteïsme extrem. D'acord amb Heràclit, predica que totes les dades provenen dels sentits i que les coses materials estan en constant canvi, però ho accentua fins a l'extrem de dir que "tot coneixement és impossible", ja que les coses canvien sempre. Si admetéssim algun coneixement, això voldria dir que hi ha alguna cosa que roman en el canvi; per entendre'ns, que el canvi ja no és absolut. Doncs bé, Cràtil afirma que fins el coneixement que nosaltres tenim sobre la realitat i les coses és tant fluid que aquest coneixement és sempre fals o, en el millor dels casos, molt inexacte.
En la pràctica el pensament de Cràtil s'aproxima a l'escepticisme i, en el seu estil, és fins més radical que el de David Hume (tot i que menys elaborat que aquest últim).
S'explica la llegenda que Cràtil mai deia el nom de cap cosa, sinó que es limitava a assenyalar-la: "Ja que les coses canvien totalment en el temps, no se les ha d'anomenar amb cap nom, sinó només assenyalar-les, i tornar-les a assenyalar després, perquè així el canvi que han fet no se'ns descuida".
Quant al pensament moral, Cràtil predica (i practica) una passivitat ("inalterabilitat") extrema, pròpia d'alguns membres del futur estoïcisme. "Ja que les coses canvien més enllà del nostre abast, hem de prescindir totalment d'elles, ja que no les podem controlar". Fins es conta que els deixebles de Cràtil afirmaven que "no hi havia res, ni tan sols un terratrèmol, que canviés la seva expressió".
Quant a la teoria del llenguatge, Cràtil afirma, com ho faria Protàgores, que, ja que les coses materials estan sempre en canvi, el llenguatge és una eina inexacta, i per tant, convencional (així, el llenguatge no representa cap realitat extrasensorial fixa, com volia assegurar Plató).
Les idees de Cràtil foren discutides per Plató, si bé és possible que algunes idees paral·leles fossin adoptades per Epicur i encara més pels escèptics. En l'actualitat, com s'ha dit, algunes idees de Cràtil s'apropen als extrems més radicals de l'empirisme de Hume.
Un dels seus diàlegs es diu φύσει